# Нова Деревня (Юргінський район)
Нова Дере́вня (рос. Новая Деревня) — присілок у складі Юргінського району Тюменської області, Росія.
Населення — 79 осіб (2010, 82 у 2002).
Національний склад станом на 2002 рік:
- росіяни — 92 %